# As I Am
As I Am là album phòng thu thứ ba của ca sĩ kiêm sáng tác nhạc người Mỹ Alicia Keys, phát hành ngày 9 tháng 11 năm 2007 bởi J Records. Sau thành công của album phòng thu trước The Diary of Alicia Keys (2003) và album trực tiếp Unplugged (2005), Keys bắt đầu thử sức ở những lĩnh vực khác ngoài âm nhạc như ra mắt tập thơ Tears for Water và tham gia một số tác phẩm điện ảnh, trước khi cô bắt đầu thực hiện album vào cuối năm 2005. Khác với phong cách urban đương đại và chịu nhiều ảnh hưởng từ âm nhạc thập niên 1960 và 1970 của The Diary of Alicia Keys, đây là một bản thu âm soul và R&B kết hợp với âm hưởng từ jazz, hip hop và soft rock. Keys đồng sáng tác và sản xuất tất cả những bản nhạc trong As I Am, đồng thời hợp tác với nhiều nhà sản xuất khác nhau, bao gồm Mark Batson, Kerry "Krucial" Brothers, John Mayer, Linda Perry và Jack Splash. Nội dung ca từ của album đề cập đến những tình huống và sự phức tạp trong tình yêu, cũng như đối phó với sự mất mát và phù du của cuộc sống.
Sau khi phát hành, As I Am đa phần nhận được những phản ứng tích cực từ các nhà phê bình âm nhạc, trong đó họ đánh giá cao tổng thể mạch lạc và những thể nghiệm trong âm nhạc của Keys, mặc dù vẫn vấp phải một số chỉ trích xung quanh lời bài hát. Tuy nhiên, đĩa nhạc vẫn chiến thắng hai hạng mục tại giải thưởng Âm nhạc Mỹ năm 2008 và nhận được bốn đề cử giải Grammy trong hai năm liên tiếp, và chiến thắng ba giải. As I Am cũng gặt hái những thành công lớn về mặt thương mại, đứng đầu bảng xếp hạng tại Thụy Sĩ và lọt vào top 10 ở nhiều quốc gia khác, bao gồm vươn đến top 5 ở những thị trường lớn như Úc, Canada, Hà Lan, Pháp, Ý, Nhật Bản và New Zealand. Album ra mắt ở vị trí số một trên bảng xếp hạng Billboard 200 tại Hoa Kỳ với 742,000 bản, trở thành album quán quân thứ tư của Keys và là tác phẩm có doanh số tuần đầu cao nhất năm 2007 của một nghệ sĩ nữ tại đây. Tính đến nay, As I Am đã bán được hơn năm triệu bản trên toàn thế giới, trở thành album bán chạy thứ bảy trong năm.
Bốn đĩa đơn đã được phát hành từ As I Am. "No One" được chọn làm đĩa đơn mở đường và lọt vào top 10 ở hơn 23 quốc gia, đồng thời đứng đầu bảng xếp hạng Billboard Hot 100 trong năm tuần liên tiếp, trong khi "Like You'll Never See Me Again" cũng vươn đến top 20 tại Hoa Kỳ. Hai đĩa đơn còn lại "Teenage Love Affair" và "Superwoman" chỉ gặt hái những thành công tương đối trên toàn cầu, với "Superwoman" giúp Keys chiến thắng giải Grammy cho Trình diễn giọng R&B nữ xuất sắc nhất lần thứ tư. Để quảng bá album, nữ ca sĩ xuất hiện và trình diễn trên nhiều chương trình truyền hình và lễ trao giải lớn, như Good Morning America, Late Show with David Letterman, giải thưởng Âm nhạc Mỹ năm 2007, giải Video âm nhạc của MTV năm 2007 và giải Grammy lần thứ 50, cũng như thực hiện chuyến lưu diễn As I Am Tour (2008) với 94 đêm diễn khắp bốn châu lục. Năm 2008, một phiên bản siêu cấp của As I Am được phát hành với ba bài hát mới, bao gồm bài hát chủ đề của bộ phim năm 2008 Quantum of Solace "Another Way to Die".

## Danh sách bài hát
| As I Am – Phiên bản tiêu chuẩn | As I Am – Phiên bản tiêu chuẩn            | As I Am – Phiên bản tiêu chuẩn                             | As I Am – Phiên bản tiêu chuẩn | As I Am – Phiên bản tiêu chuẩn |
| STT                            | Nhan đề                                   | Sáng tác                                                   | Sản xuất                       | Thời lượng                     |
| ------------------------------ | ----------------------------------------- | ---------------------------------------------------------- | ------------------------------ | ------------------------------ |
| 1.                             | "As I Am" (Intro)                         | Alicia Keys                                                | Keys Kerry "Krucial" Brothers  | 1:52                           |
| 2.                             | "Go Ahead"                                | Keys Mark Batson Kerry Brothers Jr. Marsha Ambrosius       | Keys Batson                    | 4:35                           |
| 3.                             | "Superwoman"                              | Keys Linda Perry Steve Mostyn                              | Keys Brothers                  | 4:34                           |
| 4.                             | "No One"                                  | Keys Brothers George M. Harry                              | Keys Brothers Dirty Harry [a]  | 4:13                           |
| 5.                             | "Like You'll Never See Me Again"          | Keys Brothers                                              | Keys Brothers [a]              | 5:15                           |
| 6.                             | "Lesson Learned" (hợp tác với John Mayer) | Keys Mayer                                                 | Keys Mayer                     | 4:13                           |
| 7.                             | "Wreckless Love"                          | Keys Jack Splash Harold Lilly                              | Keys Splash                    | 3:52                           |
| 8.                             | "The Thing About Love"                    | Keys Perry                                                 | Keys Perry                     | 3:49                           |
| 9.                             | "Teenage Love Affair"                     | Keys Splash Lilly Josephine Bridges Carl Hampton Tom Nixon | Keys Splash                    | 3:10                           |
| 10.                            | "I Need You"                              | Keys Batson Lilly Paul L. Green                            | Keys Batson                    | 5:09                           |
| 11.                            | "Where Do We Go from Here"                | Keys Brothers Lilly Mary Frierson Johnnie Frierson         | Keys Brothers                  | 4:10                           |
| 12.                            | "Prelude to a Kiss"                       | Keys                                                       | Keys                           | 2:07                           |
| 13.                            | "Tell You Something (Nana's Reprise)"     | Keys Novel Stevenson Ron Haney Brothers Green Mostyn       | Keys Brothers                  | 4:28                           |
| 14.                            | "Sure Looks Good to Me"                   | Keys Perry                                                 | Keys Perry                     | 4:31                           |
| Tổng thời lượng:               | Tổng thời lượng:                          | Tổng thời lượng:                                           | Tổng thời lượng:               | 55:58                          |

| As I Am – Phiên bản tại Vương quốc Anh và Nhật Bản (bản nhạc kèm theo) | As I Am – Phiên bản tại Vương quốc Anh và Nhật Bản (bản nhạc kèm theo) | As I Am – Phiên bản tại Vương quốc Anh và Nhật Bản (bản nhạc kèm theo) | As I Am – Phiên bản tại Vương quốc Anh và Nhật Bản (bản nhạc kèm theo) | As I Am – Phiên bản tại Vương quốc Anh và Nhật Bản (bản nhạc kèm theo) |
| STT                                                                    | Nhan đề                                                                | Sáng tác                                                               | Sản xuất                                                               | Thời lượng                                                             |
| ---------------------------------------------------------------------- | ---------------------------------------------------------------------- | ---------------------------------------------------------------------- | ---------------------------------------------------------------------- | ---------------------------------------------------------------------- |
| 15.                                                                    | "Waiting for Your Love"                                                | Keys Kaseem Dean Sean Garrett Wynton Marsalis                          | Keys                                                                   | 3:48                                                                   |
| Tổng thời lượng:                                                       | Tổng thời lượng:                                                       | Tổng thời lượng:                                                       | Tổng thời lượng:                                                       | 59:46                                                                  |

| As I Am – Phiên bản Siêu cấp (bản nhạc kèm theo) | As I Am – Phiên bản Siêu cấp (bản nhạc kèm theo) | As I Am – Phiên bản Siêu cấp (bản nhạc kèm theo) | As I Am – Phiên bản Siêu cấp (bản nhạc kèm theo) | As I Am – Phiên bản Siêu cấp (bản nhạc kèm theo) |
| STT                                              | Nhan đề                                          | Sáng tác                                         | Sản xuất                                         | Thời lượng                                       |
| ------------------------------------------------ | ------------------------------------------------ | ------------------------------------------------ | ------------------------------------------------ | ------------------------------------------------ |
| 15.                                              | "Another Way to Die" (với Jack White)            | White                                            | White                                            | 4:24                                             |
| 16.                                              | "Doncha Know (Sky Is Blue)"                      | Keys Perry                                       | Keys Perry                                       | 4:24                                             |
| 17.                                              | "Saviour"                                        | Keys Splash Lilly Green                          | Keys Splash                                      | 3:22                                             |
| Tổng thời lượng:                                 | Tổng thời lượng:                                 | Tổng thời lượng:                                 | Tổng thời lượng:                                 | 68:08                                            |

| As I Am – Gói fan cao cấp tại Bắc Mỹ (video kèm theo) | As I Am – Gói fan cao cấp tại Bắc Mỹ (video kèm theo) | As I Am – Gói fan cao cấp tại Bắc Mỹ (video kèm theo) |
| STT                                                   | Nhan đề                                               | Thời lượng                                            |
| ----------------------------------------------------- | ----------------------------------------------------- | ----------------------------------------------------- |
| 15.                                                   | "The Show: Episode I" (Kèn)                           |                                                       |
| 16.                                                   | "The Show: Episode II" (Trống)                        |                                                       |
| 17.                                                   | "No One" (Video ca nhạc)                              |                                                       |
| Tổng thời lượng:                                      | Tổng thời lượng:                                      | Bản mẫu:None                                          |

| As I Am – Phiên bản giới hạn tại Nhật Bản (đĩa kèm theo) | As I Am – Phiên bản giới hạn tại Nhật Bản (đĩa kèm theo) | As I Am – Phiên bản giới hạn tại Nhật Bản (đĩa kèm theo) | As I Am – Phiên bản giới hạn tại Nhật Bản (đĩa kèm theo) | As I Am – Phiên bản giới hạn tại Nhật Bản (đĩa kèm theo) |
| STT                                                      | Nhan đề                                                  | Sáng tác                                                 | Sản xuất                                                 | Thời lượng                                               |
| -------------------------------------------------------- | -------------------------------------------------------- | -------------------------------------------------------- | -------------------------------------------------------- | -------------------------------------------------------- |
| 1.                                                       | "Waiting for Your Love"                                  | Keys Kaseem Dean Sean Garrett Wynton Marsalis            | Keys                                                     | 3:48                                                     |
| 2.                                                       | "Hurt So Bad"                                            | Bobby Hart Teddy Randazzo Bobby Weinstein                | Keys                                                     | 3:00                                                     |
| 3.                                                       | "Superwoman" (Trực tiếp)                                 | Keys Perry Mostyn                                        |                                                          | 4:02                                                     |
| 4.                                                       | "No One" (Curtis Lynch Reggae Remix)                     | Keys Brothers Harry                                      | Keys Brothers Dirty Harry [a] Curtis Lynch [b]           | 3:57                                                     |
| 5.                                                       | "No One" (Video ca nhạc)                                 |                                                          |                                                          | 4:08                                                     |
| Tổng thời lượng:                                         | Tổng thời lượng:                                         | Tổng thời lượng:                                         | Tổng thời lượng:                                         | 18:55                                                    |

| As I Am – Phiên bản cao cấp (DVD kèm theo) | As I Am – Phiên bản cao cấp (DVD kèm theo)     | As I Am – Phiên bản cao cấp (DVD kèm theo) |
| STT                                        | Nhan đề                                        | Thời lượng                                 |
| ------------------------------------------ | ---------------------------------------------- | ------------------------------------------ |
| 1.                                         | "Karma" (Trực tiếp tại the Hollywood Bowl)     |                                            |
| 2.                                         | "Heartburn" (Trực tiếp tại the Hollywood Bowl) |                                            |
| 3.                                         | "Wake Up" (Trực tiếp tại the Hollywood Bowl)   |                                            |
| 4.                                         | "Hậu trường: Buổi chụp hình As I Am"           |                                            |
| 5.                                         | "Hậu trường: Buổi ghi hình video No One"       |                                            |
| Tổng thời lượng:                           | Tổng thời lượng:                               | Bản mẫu:None                               |

| As I Am – Phiên bản Siêu cấp (DVD kèm theo–Trực tiếp từ Nhà hát Coronet, London) | As I Am – Phiên bản Siêu cấp (DVD kèm theo–Trực tiếp từ Nhà hát Coronet, London) | As I Am – Phiên bản Siêu cấp (DVD kèm theo–Trực tiếp từ Nhà hát Coronet, London) |
| STT                                                                              | Nhan đề                                                                          | Thời lượng                                                                       |
| -------------------------------------------------------------------------------- | -------------------------------------------------------------------------------- | -------------------------------------------------------------------------------- |
| 1.                                                                               | "You Don't Know My Name"                                                         |                                                                                  |
| 2.                                                                               | "Superwoman"                                                                     |                                                                                  |
| 3.                                                                               | "No One"                                                                         |                                                                                  |
| 4.                                                                               | "Teenage Love Affair"                                                            |                                                                                  |
| 5.                                                                               | "If I Ain't Got You"                                                             |                                                                                  |
| Tổng thời lượng:                                                                 | Tổng thời lượng:                                                                 | Bản mẫu:None                                                                     |

Ghi chú
- ^[a]  nghĩa là đồng sản xuất
- ^[b]  nghĩa là người phối lại

Ghi chú nhạc mẫu
- "Teenage Love Affair" có chứa một đoạn từ "(Girl) I Love You" của The Temprees.
- "Where Do We Go from Here" có chứa một đoạn từ "After Laughter (Comes Tears)" của Wendy Rene.
- "Hurt So Bad" là bản hát lại "Hurt So Bad" của Little Anthony and the Imperials.

## Xếp hạng
| Bảng xếp hạng (2007–2008)                | Vị trí cao nhất |
| ---------------------------------------- | --------------- |
| Album Úc (ARIA)                          | 3               |
| Album Úc Urban (ARIA)                    | 2               |
| Album Áo (Ö3 Austria)                    | 9               |
| Album Bỉ (Ultratop Vlaanderen)           | 10              |
| Album Bỉ (Ultratop Wallonie)             | 5               |
| Album Canada (Billboard)                 | 2               |
| Album Croatia (HDU)                      | 8               |
| Album Cộng hòa Séc (ČNS IFPI)            | 35              |
| Album Đan Mạch (Hitlisten)               | 21              |
| Album Hà Lan (Album Top 100)             | 2               |
| Album Châu Âu (Billboard)                | 3               |
| Album Phần Lan (Suomen virallinen lista) | 24              |
| Album Pháp (SNEP)                        | 5               |
| Album Đức (Offizielle Top 100)           | 6               |
| Album Hy Lạp Quốc tế (IFPI)              | 9               |
| Album Ireland (IRMA)                     | 15              |
| Album Ý (FIMI)                           | 3               |
| Album Nhật Bản (Oricon)                  | 4               |
| Album Mexico (Top 100 Mexico)            | 58              |
| Album New Zealand (RMNZ)                 | 5               |
| Album Na Uy (VG-lista)                   | 20              |
| Album Ba Lan (ZPAV)                      | 7               |
| Album Bồ Đào Nha (AFP)                   | 4               |
| Album Scotland (OCC)                     | 11              |
| Album Tây Ban Nha (PROMUSICAE)           | 12              |
| Album Thụy Điển (Sverigetopplistan)      | 15              |
| Album Thụy Sĩ (Schweizer Hitparade)      | 1               |
| Album Đài Loan (Five Music)              | 2               |
| Album Anh Quốc (OCC)                     | 11              |
| Album Anh Quốc R&B (OCC)                 | 2               |
| Album Hoa Kỳ Billboard 200               | 1               |
| Album Hoa Kỳ Top R&B/Hip-Hop (Billboard) | 1               |

| Bảng xếp hạng (2007)                      | Vị trí |
| ----------------------------------------- | ------ |
| Album Úc (ARIA)                           | 63     |
| Album Úc Urban (ARIA)                     | 8      |
| Album Bỉ (Ultratop Wallonia)              | 93     |
| Album Hà Lan (Album Top 100)              | 29     |
| Album Pháp (SNEP)                         | 39     |
| Album Ý (FIMI)                            | 49     |
| Album Thụy Sĩ (Schweizer Hitparade)       | 19     |
| Album Anh Quốc (OCC)                      | 99     |
| Album Toàn cầu (IFPI)                     | 7      |
| Bảng xếp hạng (2008)                      | Vị trí |
| Album Úc (ARIA)                           | 43     |
| Album Úc Urban (ARIA)                     | 4      |
| Album Bỉ (Ultratop Flanders)              | 36     |
| Album Bỉ (Ultratop Wallonia)              | 23     |
| Album Canada (Billboard)                  | 10     |
| Album Hà Lan (Album Top 100)              | 35     |
| Album Châu Âu (Billboard)                 | 16     |
| Album Pháp (SNEP)                         | 85     |
| Album Đức (Offizielle Top 100)            | 77     |
| Album Ý (FIMI)                            | 84     |
| Album Thụy Sĩ (Schweizer Hitparade)       | 32     |
| Album Anh Quốc (OCC)                      | 109    |
| Hoa Kỳ Billboard 200                      | 1      |
| Hoa Kỳ Top R&B/Hip-Hop Albums (Billboard) | 1      |
| Bảng xếp hạng (2009)                      | Vị trí |
| Album Úc Urban (ARIA)                     | 29     |

| Bảng xếp hạng (2000–2009)                 | Vị trí |
| ----------------------------------------- | ------ |
| Hoa Kỳ Billboard 200                      | 76     |
| Hoa Kỳ Top R&B/Hip-Hop Albums (Billboard) | 27     |

| Bảng xếp hạng             | Vị trí |
| ------------------------- | ------ |
| Hoa Kỳ Billboard 200      | 128    |
| Hoa Kỳ Billboard 200 (Nữ) | 36     |

## Chứng nhận
| Quốc gia | Chứng nhận  | Số đơn vị/doanh số chứng nhận |
| --- | ----------- | ----------------------------- |
| Úc (ARIA) | Bạch kim    | 70.000^                       |
| Áo (IFPI Áo) | Vàng        | 10.000*                       |
| Bỉ (BEA) | Vàng        | 15.000*                       |
| Canada (Music Canada) | 2× Bạch kim | 200.000^                      |
| Pháp (SNEP) | Bạch kim    | 200.000*                      |
| Đức (BVMI) | Bạch kim    | 300.000^                      |
| Ireland (IRMA) | Vàng        | 7.500^                        |
| Ý (FIMI) | —           | 100,000                       |
| Nhật Bản (RIAJ) | Vàng        | 100.000^                      |
| Hà Lan (NVPI) | Vàng        | 35.000^                       |
| New Zealand (RMNZ) | Vàng        | 7.500^                        |
| Ba Lan (ZPAV) | Bạch kim    | 20.000*                       |
| Bồ Đào Nha (AFP) | Bạch kim    | 20.000^                       |
| Nga (NFPF) | Vàng        | 10.000*                       |
| Hàn Quốc (KMCA) | —           | 2,181                         |
| Tây Ban Nha (PROMUSICAE) | Vàng        | 40.000^                       |
| Thụy Sĩ (IFPI) | Bạch kim    | 30.000^                       |
| Anh Quốc (BPI) | 2× Bạch kim | 600.000‡                      |
| Hoa Kỳ (RIAA) | 4× Bạch kim | 4.000.000‡                    |
| Tổng hợp |             |                               |
| Châu Âu (IFPI) | Bạch kim    | 1.000.000*                    |
| Worldwide | —           | 5,000,000                     |
| * Chứng nhận dựa theo doanh số tiêu thụ. ^ Chứng nhận dựa theo doanh số nhập hàng. ‡ Chứng nhận dựa theo doanh số tiêu thụ và phát trực tuyến. |             |                               |

## Lịch sử phát hành
| Khu vực        | Ngày              | Phiên bản           | Định dạng  | Hãng đĩa   | Ct.           |
| -------------- | ----------------- | ------------------- | ---------- | ---------- | ------------- |
| Đức            | November 9, 2007  | Tiêu chuẩn cao cấp  | CD CD+ DVD | Sony BMG   | [ 6 ]         |
| Pháp           | November 12, 2007 | Tiêu chuẩn cao cấp  | CD CD+ DVD | Jive Epic  | [ 90 ]        |
| Canada         | November 13, 2007 | Tiêu chuẩn          | CD         | Sony BMG   | [ 91 ]        |
| Hoa Kỳ         | November 13, 2007 | Tiêu chuẩn          | CD         | J          | [ 92 ]        |
| Úc             | 17 tháng 11, 2007 | Tiêu chuẩn cao cấp  | CD CD+DVD  | Sony BMG   | [ 93 ]        |
| Vương quốc Anh | 19 tháng 11, 2007 | Tiêu chuẩn cao cấp  | CD CD+DVD  | RCA        | [ 2 ] [ 94 ]  |
| Nhật Bản       | 21 tháng 11, 2007 | Tiêu chuẩn giới hạn | CD CD kép  | Sony BMG   | [ 95 ] [ 96 ] |
| Đức            | 7 tháng 11, 2008  | Siêu cấp            | CD+DVD     | Sony Music | [ 97 ]        |
| Pháp           | 10 tháng 11, 2008 | Siêu cấp            | CD+DVD     | Jive Epic  | [ 98 ]        |
| Vương quốc Anh | 10 tháng 11, 2008 | Siêu cấp            | CD+DVD     | RCA        | [ 99 ]        |
| Nhật Bản       | 26 tháng 11, 2008 | Siêu cấp            | CD+DVD     | Sony Music | [ 100 ]       |